# Manglobe
Manglobe (株式会社マングローブ?, Kabushiki-gaisha Mangurōbu) è stato uno studio di animazione giapponese. Venne fondato il 7 febbraio 2002, dai produttori della Sunrise, Shinichirō Kobayashi e Takashi Kochiyama. Ha chiuso per bancarotta nel 2015.

## Produzioni
- Samurai Champloo (serie TV, 2004)
- Sengoku BASARA (videogioco, filmati, 2005)
- Ergo Proxy (serie TV, 2006)
- Michiko e Hatchin (serie TV, 2008)
- The Sacred Blacksmith (serie TV, 2009)
- Saraiya Goyou (serie TV, 2010)
- Dante's Inferno: An Animated Epic "Limbo" (serie OAV, 2010)
- Kami nomi zo Shiru Sekai (serie TV, 2010)
- Deadman Wonderland - Il carcere della morte (serie TV, 2011)
- Kami nomi zo Shiru Sekai II (serie TV, 2011)
- Hayate no Gotoku! Heaven Is a Place on Earth (film, 2011)
- Mashiroiro Symphony (serie TV, 2011)
- Kami nomi zo shiru sekai -Tenri Ayukawa Arc- (serie OAV, 2012)
- Samurai Flamenco (serie TV, 2013)
- Gangsta. (serie TV, 2015)